# Daniel Materazzi
Daniel Jorge Barbosa Ramos, hay Daniel Materazzi (sinh ngày 22 tháng 3 năm 1985) là một cầu thủ bóng đá người Bồ Đào Nha thi đấu cho S.C. Olhanense.

## Sự nghiệp câu lạc bộ
Anh ra mắt chuyên nghiệp tại Giải bóng đá hạng nhất quốc gia Bồ Đào Nha cho Tondela vào ngày 19 tháng 8 năm 2012 trong trận đấu trước Freamunde.